# 保灵
保灵（英語：Stephen Livingstone Baldwin；1835年1月11日—1902年7月28日），19世纪美国传教士。
1835年1月11日，保灵出生于美国新泽西州。1858年末，保靈和新婚的妻子Helen M. Gorham（9月8日结婚）受美以美会（Methodist Episcopal Church）差遣，抵达中国上海，1859年初抵达福州。1861年初因为妻子的健康恶化被迫回美，3月16日她死于航行途中。1862年4月15日，他在美国再次结婚，同年与第二任妻子Esther E. Jerman回到福州。曾任美华印书馆監督（1863年－1866年），后因布道任务繁忙，专心与麦利和（Robert Samuel Maclay）、刘海澜（H. H. Lowry）共同负责福州天安堂。
1871年聘黃乃裳為文案。1873年接替麦利和任福州差会监督。1869年在福州创办《教务杂志》（The Chinese Recorder），任总编辑，直到1882年因病退休。1877年，正式成立福州年議會，轄區為福州府、延平府、興化府及永春州等閩中地區，共6個教區。
1877年，保灵在上海的传教士大会上发表《论土著教会自养》，提出了中国教会的经济自给问题。
回到美国后，保灵在纽约地区几所教堂担任牧师。1900年，帮助筹备纽约全体传教士大会。1902年7月28日，因伤寒去世。
美以美会在江西南昌创办的女校命名为保灵女中。

## 后代
- Josephine L. Baldwin（1859年12月22日—1931年），美国主日学负责人
- Stephen C. Baldwin（1864年5月21日—）
- Charlotte M. Baldwin（1876年10月22日—）
- Louisa E. Baldwin（1876年10月22日—）
- Augustus Martin Baldwin（1879年2月27日—1943年2月12日，加州）
- Gertrude H. Baldwin（1883年8月20日—）